# Elecciones locales de Bogotá de 1988
Las elecciones locales de Bogotá de 1988 se llevaron a cabo el domingo 13 de marzo de 1988 en la ciudad de Bogotá, donde fueron elegidos los siguientes cargos que tomarán posesión el 1 de junio de 1988 para un período de dos años:
- Alcalde Mayor de Bogotá.
- Los 20 miembros del Concejo Distrital.[4]
- Los 140 miembros de las Juntas Administradoras Locales de las 20 localidades de la ciudad
(7 ediles: 6 electos y 1 siendo el Alcalde Menor de la localidad).[4]

## Alcalde Mayor
Teniendo en cuenta que era la primera elección a nivel regional en todo el país, Bogotá presentaba una creciente preocupación por las reformas descentralizadoras y la apertura del sistema político. Las expectativas e incertidumbres rodeaban la modernización del Estado y sus efectos en la cultura política y ciudadana, de este modo la reforma política se centró en la descentralización del poder y el fortalecimiento de los municipios.
A pesar de una alta abstención a nivel nacional, Bogotá tuvo una participación masiva. La abstención general fue del 66% frente a un censo establecido en 17 millones de personas. En Bogotá el potencial electoral se situó en 1.578.024 los electores bogotanos tuvieron una participación del 59.82%, y una abstención electoral del 40.18%.
El 13 de marzo de 1988 se dio como ganador al conservador y dirigente político Andrés Pastrana luego de recibir el respaldo de 328.657 bogotanos, equivalentes a casi el 35% del electorado. El liberalismo terminó como gran perdedor debido a la administración del alcalde titular Julio César Sánchez y la división política entre el oficialista Juan Martín Caicedo y el disidente Carlos Ossa Escobar producto de la ruptura interna partidaria.
|                               |                               | Andrés Pastrana Arango        | Partido Conservador Colombiano   | 328.657   | 34,93     |           |           |
|                               |                               | Juan Martin Caicedo Ferrrer   | Partido Liberal Colombiano       | 240.458   | 25.56     |           |           |
|                               |                               | Carlos Ossa Escobar           | Partido Liberal Colombiano       | 218.724   | 25.25     |           |           |
|                               |                               | María Eugenia Rojas de Moreno | Partido Alianza Nacional Popular | 102.525   | 10.90     |           |           |
|                               |                               | Clara Eugenia López Obregón   | Partido Unión Patriótica         | 34.053    | 3,62      |           |           |
|                               |                               | Carmelina Wilches             | Movimiento Unitario Metapolítico | 10.427    | 1,11      |           |           |
| Votos blancos                 | Votos blancos                 | Votos blancos                 | Votos blancos                    | 3.098     | 0.33      |           |           |
| Votos nulos                   | Votos nulos                   | Votos nulos                   | Votos nulos                      | 2.879     | 0.31      |           |           |
| Tarjetas no marcadas          | Tarjetas no marcadas          | Tarjetas no marcadas          | Tarjetas no marcadas             | 190       | 0.02      |           |           |
| Total de votos válidos        | Total de votos válidos        | Total de votos válidos        | Total de votos válidos           | 940.921   | 99.67     |           |           |
| Total de votos escrutados     | Total de votos escrutados     | Total de votos escrutados     | Total de votos escrutados        | 943.990   | 59.82     |           |           |
| Total de votantes habilitados | Total de votantes habilitados | Total de votantes habilitados | Total de votantes habilitados    | 1.578.024 | 1.578.024 | 1.578.024 | 1.578.024 |